# Antonio Precha
Antonio Precha właśc. Toni Preça (ur. 1852 w Gjakovej, zm. 1919 w Londynie) – albański restaurator pochodzący z Kosowa.

## Życiorys
W młodości osiedlił się w Londynie, wraz z bratem Mikelem. W 1911 uzyskał obywatelstwo brytyjskie. Wspólnie z bratem założyli trzy restauracje w Londynie, oferujące oprócz potraw lokalnych także dania kuchni albańskiej. Od 1912 działał w Komitecie Albańskim (założonym z inicjatywy dyplomaty i podróżnika Aubreya Herberta), a następnie od 1918 w Anglo-Albanian Society. Prowadzone przez braci Precha restauracje stały się miejscem spotkań londyńskich albanofilów. Z uwagi na znajomość języka serbskiego i albańskiego w grudniu 1915 objął funkcję tłumacza brytyjskiej misji wojskowej działającej przy armii serbskiej, w czasie jej odwrotu przez Albanię w kierunku Korfu. W styczniu 1916 misja opuściła terytorium Albanii.